# 双葉サービスエリア
双葉サービスエリア（ふたばサービスエリア）は、山梨県甲斐市竜地にある中央自動車道のサービスエリアである。
名称はエリア施設の位置していた旧自治体名（2004年〈平成16年〉の合併により消滅した北巨摩郡双葉町）に由来する。
双葉スマートインターチェンジおよび、双葉東バスストップが併設されており、この項で述べる。

## 道路
- E20 中央自動車道 (15-1番)

## 施設
下り線SA（名古屋方面）は、連絡橋により本線車道を跨いで上り車線側に設置されており、上り線SA・下り線SAのどちらも上り車線側に位置している。上り線施設と下り線施設の間は小規模な園地となっており、歩行して往来が可能である。
2014年4月に上下線のトイレをリニューアルオープンしている。

### 上り線（東京・河口湖方面）
- 駐車場
  - 大型 20台
  - 小型 214台
  - 身障者用
    - 大型 1台
    - 小型 4台
- トイレ
  - 男性
    - 大6（和式1・洋式5）
    - 小20
    - 女性 51（和式7・洋式44）

  - 身障者用 1
  - ファミリートイレ 1
- ガソリンスタンド（ENEOS（ENEOSウイング）、24時間）[1]
- 給電スタンド（24時間）[1]
- ぷらっとパーク（駐車場 小型7台（内1台は軽自動車専用）、24時間）[1]
- エリア・コンシェルジュ（平日 9:00 - 17:00 / 土日祝日 9:00 - 18:00）[1]
- ハイウェイ情報ターミナル[1]
- フードコート（24時間）[2]
- ベーカリー[2]
  - カフェベーカリー「BOULANGERIE Café」（7:00 - 20:00）
- おみやげ[2]
  - ショッピングコーナー（24時間）
- ドライバーズ・スポット[2]
  - コインシャワー・コインランドリー（24時間）
- テイクアウト[2]
  - テイクアウトコーナー（8:00 - 20:00）
- ドッグラン[1]
- 遊具設備[1]
- 自動販売機[1]
- 宝くじコーナー（9:00 - 17:00）[1]
- ベビーコーナー[1]
- 郵便ポスト[1]

### 下り線（長野・名古屋方面）
- 駐車場
  - 大型 42台
  - 小型 186台
  - 身障者用
    - 大型 1台
    - 小型 2台
- トイレ
  - 男性
    - 大8（和式2・洋式6）
    - 小18

  - 女性 47（和式6・洋式41）
  - 身障者用 1
  - ファミリートイレ 1
- ガソリンスタンド（ENEOS（ENEOSウイング）、24時間）[3]
- 給電スタンド（24時間）[3]
- ぷらっとパーク（駐車場 小型7台、24時間）[3]
- エリア・コンシェルジュ（平日 9:00 - 17:00 / 土日祝日 8:00 - 17:00）[3]
- ハイウェイ情報ターミナル[3]
- ショッピングコーナー（24時間）[4]
- フードコート（24時間）[4]
  - オマール海老らーめん
  - 北海道知床海鮮 極
  - 本格インドカレー
  - 双葉食堂
- ベーカリー「パン工房ふたば」（7:00 - 19:00）[4]
- テイクアウト「双葉キッチン」（9:00 - 17:00）[4]
- 自動販売機[3]
- 宝くじコーナー（9:00 - 17:00）[3]
- ベビーコーナー[3]
- 郵便ポスト[3]

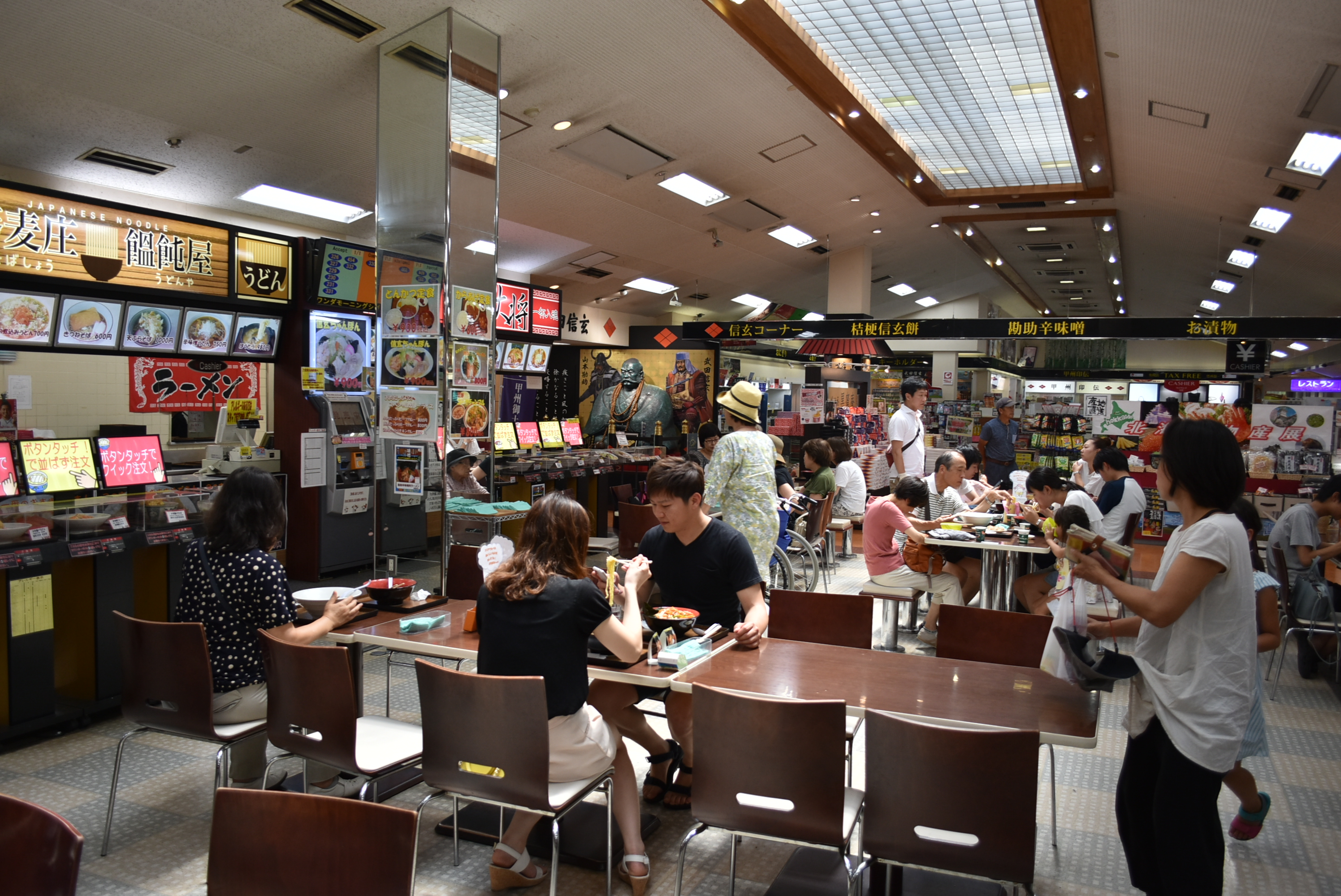
施設内部（2018年〈平成30年〉7月24日撮影）
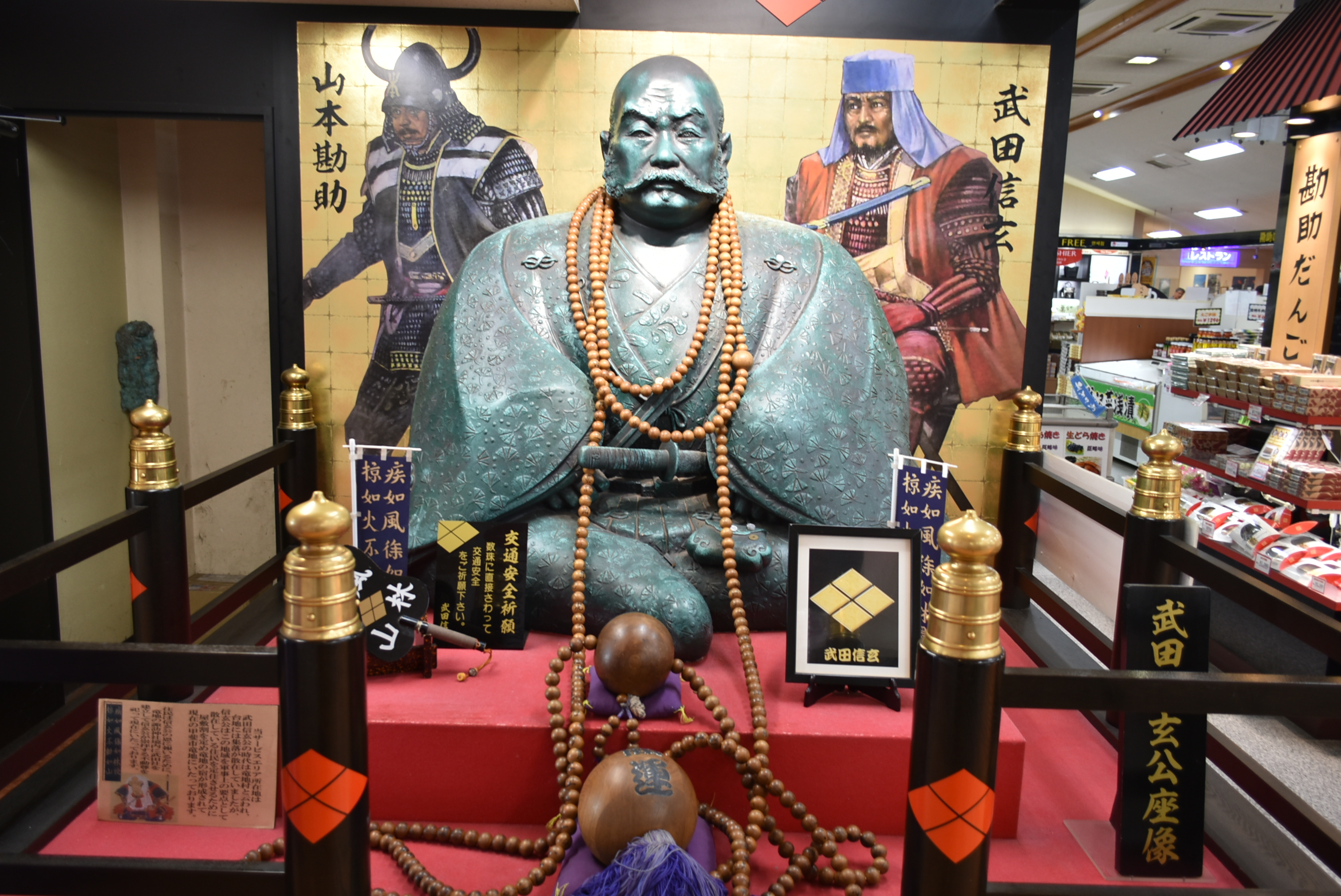
施設内部にある信玄像（2018年〈平成30年〉7月24日撮影）
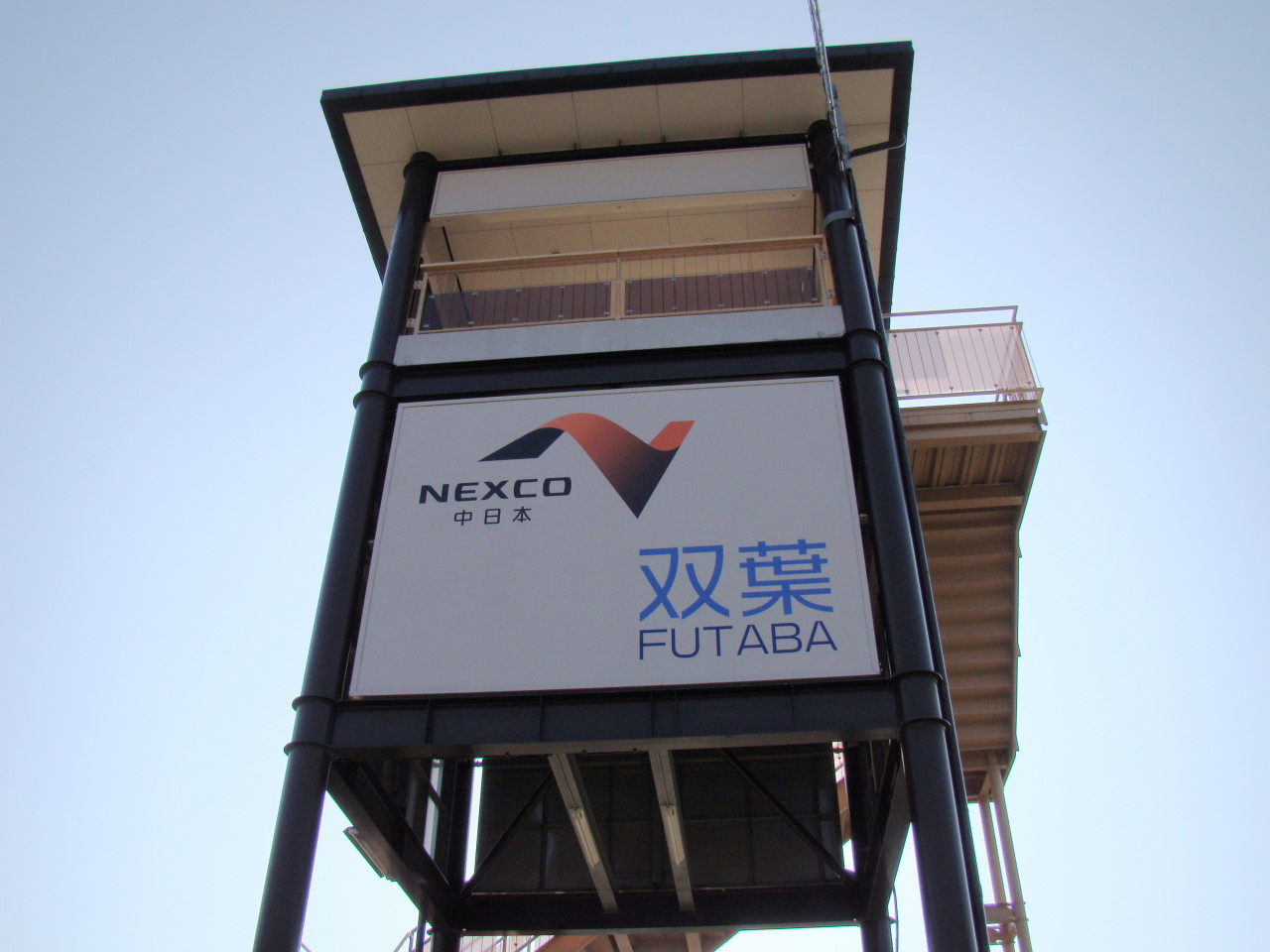
エリアに設置されている展望塔
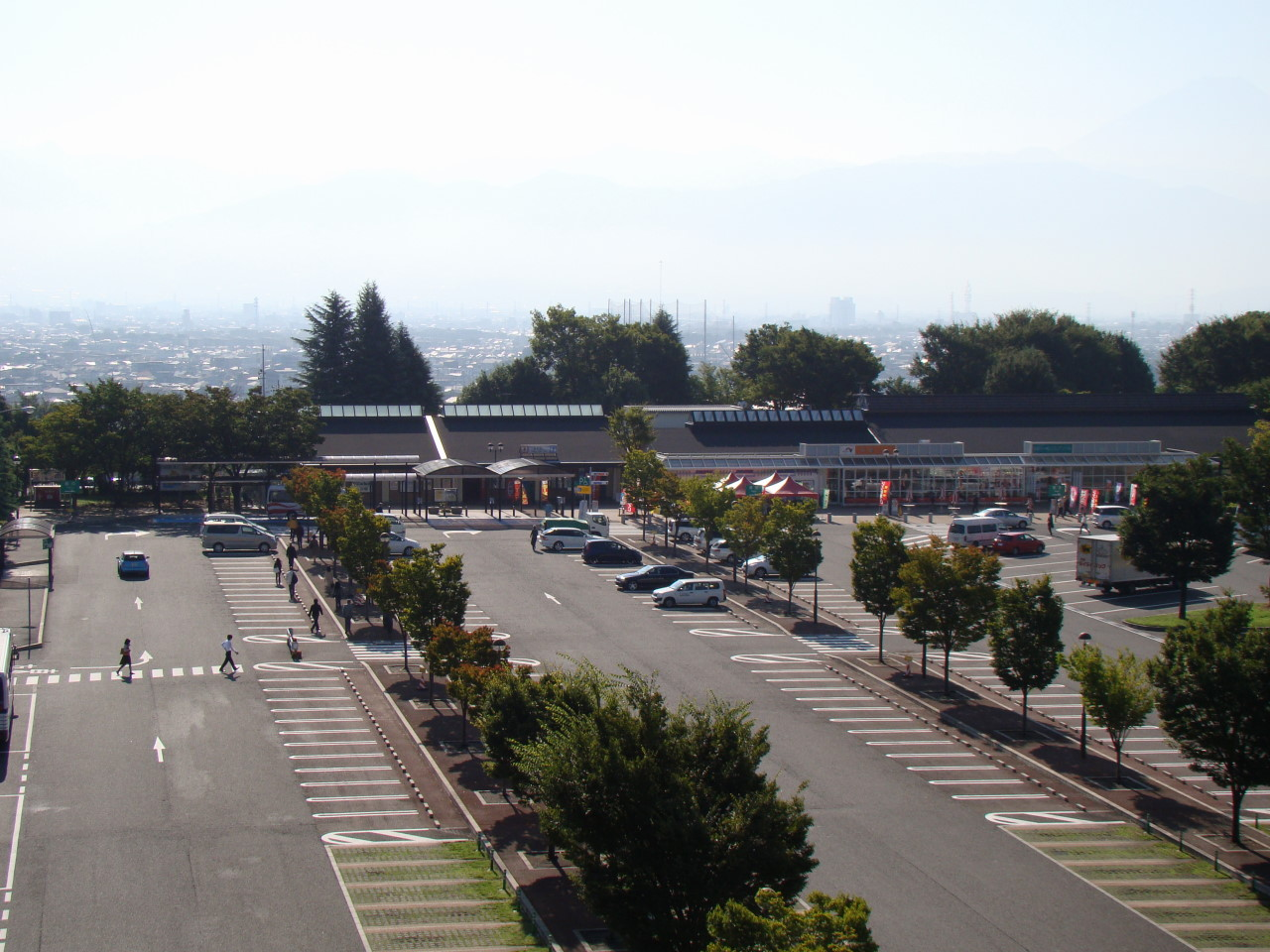
上り線側施設

### 休憩箇所に指定されている高速バス
休憩箇所に指定されている高速バス路線は以下の通りである。
中央高速バス
- 諏訪・岡谷線（双葉東BSの乗降車扱いもあるためバス停にて休憩）
- 伊那・飯田線
- 松本線
- 塩尻・木曽福島線（上りのみ）
- 安曇野・白馬線
- 名古屋線（下りのみ）

その他の高速バス
- ベイブリッジ号
- 大宮・池袋 - 鳥羽線
- ツィンクル号/カジュアル・ツィンクル号（ツィンクル号は乗務員交代のみ）
- 池袋・新宿 - 大阪線

## 双葉東バスストップ
双葉東バスストップは、双葉サービスエリアに併設されている中央自動車道のバス停留所である。案内上のバス停名は中央道双葉東である。双葉バスストップが双葉JCT新設に伴い廃止になったため、代替として新設された。

### 停車する路線

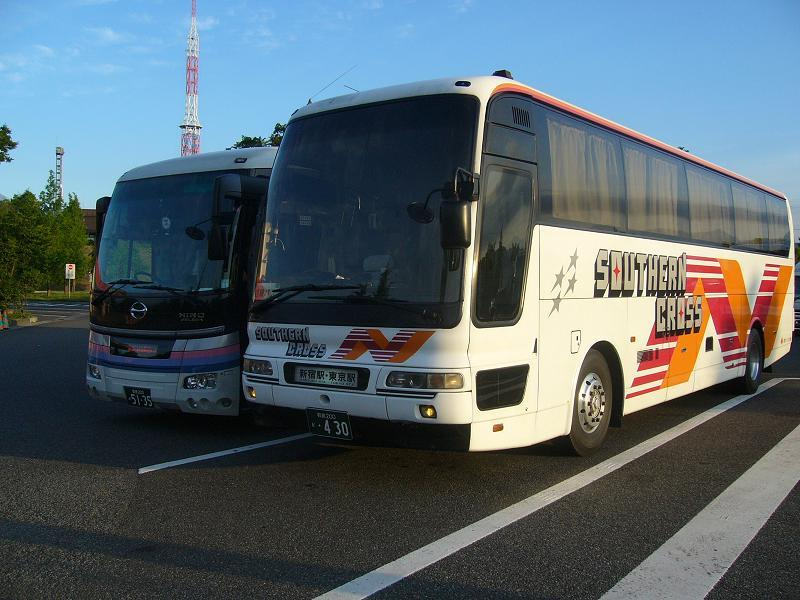
早朝の双葉SAに休憩する夜行バス（左）伊予鉄バス オレンジライナーえひめ号（右）南海バスウィング南部ドリーム和歌山号 当SAは、多くの高速バスが休憩箇所に指定されている。

- 岡谷・上諏訪 - 新宿線（中央高速バス、山梨交通・アルピコ交通・京王バス・フジエクスプレス・JRバス関東）※上記の休憩を含む。
昭和BS - 双葉東BS - 韮崎BS
- 甲府 - 名古屋線（名古屋ライナー甲府号、山梨交通・JR東海バス）
甲府昭和 - 双葉東BS - 韮崎BS
- 山梨 - 大阪線（トラビスジャパン）
甲府駅北口 - 双葉東BS - 長坂高根BS

- 早朝の双葉SAに休憩する夜行バス（左）伊予鉄バス オレンジライナーえひめ号（右）南海バスウィング南部ドリーム和歌山号
当SAは、多くの高速バスが休憩箇所に指定されている。

### 交通アクセス
- JR塩崎駅から徒歩20分。
- JR韮崎駅、JR塩崎駅から山梨交通バス08系統「甲府駅」行きに乗車、登美仲宿バス停より徒歩15分。
- JR東日本中央本線竜王駅からタクシーで10分。
- JR東日本竜王駅から徒歩20分。
- 甲府駅バスターミナル4番乗り場から山梨交通バス25系統、78系統「双葉ニュータウン」行きに乗車、響が丘停留所より徒歩5分。

## 双葉スマートインターチェンジ
双葉スマートインターチェンジは、双葉サービスエリア内に併設されている中央自動車道のスマートインターチェンジである。
2004年7月発表のスマートIC社会実験の第2次採択箇所に選ばれ、2005年4月に供用を開始した。付近に住宅団地が造成されるなどの影響もあって利用が好調なことなどを理由に、実験開始後に4回の期間延長が行われた。この結果を受けて、2006年10月から設置が恒久化されたものである。当初は、東京方面（上り）のみのハーフICであったが、2009年11月21日より名古屋・長野方面（下り）が開通し、フルICとなった。
双葉サービスエリアがインターチェンジになった理由は、甲斐市に中央自動車道が通っていて、双葉サービスエリアはあるが、インターチェンジがなかったからである。
甲斐市道県道希望ヶ丘線を経由して山梨県道6号甲府韮崎線や山梨県道25号甲斐中央線に接続している。
施設概要
- 施設名：中央自動車道双葉スマートインターチェンジ
- 営業時間：24時間
- 利用可能車種区分：ETC搭載の全車種（車長12 m以下）[5][6]

## 沿革
当SAを挟む甲府昭和IC - 韮崎ICの区間は、1980年（昭和55年）3月に開通したが、当SAの供用開始は翌1981年（昭和56年）3月の小淵沢IC - 伊北ICの開通と同時となった。
- 1981年（昭和56年）3月30日 : 双葉SAの供用開始。
- 2001年（平成13年）頃 : 双葉BSの廃止に伴い、エリア内に双葉東BSを新設、供用開始。
- 2005年（平成17年）4月25日 : スマートIC（上りのみ）の社会実験開始。利用可能時間は6:00 - 22:00。
- 2006年（平成18年）10月1日 : スマートICを本格運用開始。終日利用可能。
- 2009年（平成21年）11月21日 : スマートICの下り方面を運用開始。フルICとなる。
- 2015年（平成27年）4月21日 : 午前10時より、スマートICが大型車・特大車（車長12 m以下）も利用可能となる。

## 隣
E20 中央自動車道
(15) 甲府昭和IC - (15-1) 双葉SA/スマートIC - (15-2) 双葉JCT